# إحسان فرغل
إحسان فرغل مخرج ومونتير مصري، من مواليد 20 فبراير عام 1917  لم يستكمل تعليمه، وبدأ حياته المهنية مساعد مونتير في شركات الإنتاج الصغيرة حتى تم تعيينه في ستوديو مصر مونتير ومساعد مخرج.
من أهم الأفلام التي قام بعمل مونتاجها: فيلم «رصاصة في القلب» للمخرج محمد كريم عام 1944، وفيلم «هارب من السجن» للمخرج محمد عبد الجواد عام 1948، وفيلم «دماء في الصحراء» للمخرج الإيطالي فرنتيشو عام 1950، وفيلم «اديني عقلك» للمخرج أحمد كامل مرسي عام 1952، وغيرها كما أخرج فيلمين، هما: فيلم «العمر واحد» عام 1954، وفيلم «مملكة النساء» عام 1955.
أخرج أفلاماً تليفزيونية، وله العديد من الأعمال التسجيلية عن الصناعات، أخرجها لحساب شركات البترول.
تزوج من المونتيرة «هدى المهدية» التي بدأت العمل عام 1938 وخاضت تجربة الإنتاج مرة واحدة مع زوجها إحسان فرغل، وذلك بفيلم «العمر واحد» بطولة إسماعيل ياسين.
كانت حصيلة نشاطه الفني من عام 1943 حتى 1953 عدد 42 عملاً: مونتاج 39 فيلم – إخراج فيلمين – تمثيل في فيلم واحد وهو إنتاج مشترك مصري تركي هو «إيفاه» للمخرج متين أركسان وصدر في أبريل 1970 بعد وفاة إحسان، وكان الفيلم من بطولة فريد شوقي ويوسف شعبان من الجانب المصري.
توفي في 11 سبتمبر عام 1968 عن عمر يناهز 51 سنة.

## أهم أعماله
فيلم «إيفاه» للمخرج التركي متين أركسان عام 1970
فيلم «مملكة النساء» من إخراج إحسان فرغل عام 1955
فيلم «العمر واحد» من إخراج إحسان فرغل عام 1954
فيلم «في شرع مين» للمخرج حسن الإمام عام 1953
فيلم «آه من الرجالة» للمخرج حلمي رفلة عام 1950 

## وصلات خارجية
- إحسان فرغل على موقع IMDb (الإنجليزية)
- إحسان فرغل على موقع الدهليز
- إحسان فرغل على موقع قاعدة بيانات الأفلام العربية
- إحسان فرغل على موقع دهليز
- إحسان فرغل على موقع كاروهات